# (17161) 1999 LQ13
1999 أل كيو 13 (ويعرف أيضًا باسم (17161) 1999 أل كيو 13 وفق تسمية الكوكب الصغير) (بالإنجليزية: 1999 LQ13)‏ هو كويكب ضمن حزام الكويكبات؛ وترتيبه 17161 من حيث الاكتشاف.
اكتُشف هذا الجُرم الفلكي بواسطة بحث لنكولن عن الكويكبات القريبة من الأرض في 9 يونيو 1999.

## وصلات خارجية
- (17161) 1999 LQ13 في قاعدة بيانات مختبر الدفع النفاث لأجرام النظام الشمسي الصغيرة

- الاكتشاف · مخطط المدار ·  العناصر المدارية · المعلمات المادية

- (17161) 1999 LQ13 على موقع ويكي سكاي: DSS2, SDSS, GALEX, IRAS, Hydrogen α, X-Ray, Astrophoto, Sky Map, Articles and images